# マグナ・カルタ
マグナ・カルタ（大憲章、だいけんしょう、ラテン語: Magna Carta / Magna Carta Libertatum、英: Great Charter of the Liberties、直訳では「自由の大憲章」）は、イギリス（連合王国）の不成典憲法を構成する法律の一つであり、イングランド王国においてジョン王の時代に制定された憲章である。
イングランド国王の権限を制限したことで憲法史の草分けとなった。また世界に先駆け敵性資産の保護を成文化した。成立から800年が経過した21世紀の現在でもイギリスの憲法の最も基本的な部分として有効である。

## 概要
ブーヴィーヌの戦いでフランスに敗北したジョン王は、戦後さらなる徴兵を必要とした。しかし、イングランド貴族たちは度重なる軍役に反発、徴兵に応じるどころか、ジョン王に対しそれぞれ抱えていた財政負担や不満を救済するよう強く求めた。1215年6月19日、貴族たちの要求をまとめる形でサリー近郊のラニーミードにおいて制定された。これにより、イングランドにおいて法の支配が初めて確認されることになった。その後マグナ・カルタは、教皇インノケンティウス3世の勅令により無効とされたものの、その後復活し数度改正されている。1225年に改正されたヘンリー3世によるマグナ・カルタの一部は、現在のイギリスにおいても憲法を構成する法典の一つとして効力を有する。
マグナ・カルタの理念は、その後しばらくの間忘れ去られていたが、国王と議会が対立した17世紀に再度注目されるようになり、エドワード・コーク卿ほか英国の裁判官たちによって憲法原理としてまとめられた。また、清教徒革命やアメリカ独立戦争の根拠ともなった。2009年、マグナ・カルタはユネスコの『世界の記憶』に登録された。

## 未知の憲章
1204年、ジョン王がフランス王フィリップ2世との戦いに敗れてフランス内の領地を失った。1214年、ジョン王が戦を再び仕掛けて再び敗戦した（ブーヴィーヌの戦い）。この戦いは教皇派と皇帝派の争いという側面をもっていたが、同年7月27日フランスの勝利に終わった。ジョン王のさらなる徴兵に対して貴族はいきり立った。帰国したカンタベリー大司教（John de Gray）は彼らに対話で解決するよう働きかけたが同年10月18日に死んだ。貴族側は、さしあたりヘンリー1世の戴冠証書（Charter of Liberties）の写しを要求の出発点とした。「未知の憲章（The Unknown Charter）」が作成され、年内から交渉に用いられた。この12項目からなる「未知の憲章」は、19世紀末にジョン・ホラース・ラウンド（J. Horace Round）により再発見され、現在大英図書館に所蔵されている。貴族らは雑多ながらも具体的な要求を掲げた。デュー・プロセスの保障、相続税額の具体化、ユダヤ人に対する負債の猶予、軍役の範囲をノルマンディーとブルターニュまでとすること、そして御料林という直轄領に関する事項であった。12項目のうち3項目は御料林に関係した。まず、ヘンリー2世の即位年から御料林法で設置されたものは、根拠法の適用を受けないものとした。1135年以降、その根拠法が適用されるのと等しい状態にあった土地も、適用を免れるものとした。御料林法が引続き適用される地域でも効力が制限されることとなった。曰く、“ いかなる人も御料林に関して生命を奪われてはならないし、手足を切断されてはならない。”

## 貴族条項
1215年1月、ジョン王はロンドンで反抗勢力と対話する姿勢を見せつつ、教皇庁に仲裁を求めた。教会への臣従を示していたジョン王の求めに応じてインノケンティウス3世は、ジョン王の裁決に従うよう貴族達に言い渡した。
教皇からの通達は4月には届いていたが、既に貴族達は武装蜂起の準備を進めており、5月にノーサンプトンに集結し、王への臣従誓約を破棄した。
ジョン王は貴族の所領を没収する勅令を発したが、ロンドン市は貴族側に同調しこれを迎え入れたため、ジョン王はロンドンの西にあるウィンザー城に籠もった。貴族は「未知の憲章」よりも遥かに長大な「貴族条項（The Articles of the Barons）」を編んだ。
そこでは諸権利が封建的慣習にもとづく強制手段により担保されていたが、聖職者はこの点に反対であった。さらにそこへはロバート・フィッツウォルター（Robert Fitzwalter）を長とする25人の貴族が代表者として選出されることが盛り込まれた（いわゆる保証条項の一部）。6月10日から島のように開けたラニーミードに天幕を張って最終折衝が行われ、19日にマグナ・カルタという妥協が成立した。マグナ・カルタは御料林について、各地方の騎士たちが問題地域の慣習を調査することを規定したにとどまった。

## バロン戦争へ
経過報告を受けていたローマ教皇インノケンティウス3世が、6月下旬に貴族条項ないしマグナ・カルタの廃棄を命じた。イングランド国王は神と教会以外の約束に縛られるものではないとして、キリスト教の復権を図った。令状は9月下旬に王と貴族の双方へ届けられた。3か月の郵送期間には既得権が成立していた。マグナ・カルタはジョン王にロンドンを明け渡すことを定めていたが、3か月が過ぎてもロンドン市民は行政長官の支配を許さなかった。例の25人がロンドンに軍を保持していたのである。かたや25人の代表団はマグナ・カルタによって所領の自治を実現した。彼らは10州で自分たちの州長官を任命した。
教皇の支持を得たジョン王が再び争うと、貴族らはフランスのルイ王太子（のちのルイ8世）に王位を提供しようとした。
1216年10月、ジョン王が死ぬとルイ王太子がロンドンへ侵攻した（第一次バロン戦争）。マグナ・カルタはヘンリー3世の摂政ウィリアム・マーシャルの元で再確認され、バロン戦争を終結させた。そしてこのときやっと、御料林憲章（Charter of the Forest）が公布された。
ヘンリー3世はその後マグナ・カルタを守らなかったため、たびたび再確認・修正された。

## マグナ・カルタの構成
前文と、63か条から構成される。原文はラテン語で書かれている。写本が大量に作られたため、各地に残っているが、イングランド内に現存するオリジナルの文書は4通である。特に重要な規定が以下の5項目である。
- 教会は国王から自由である。（第1条）
- 王の決定だけでは戦争協力金などの名目で税金・軍役代納金を集めることができない。（第12条[4]）
- ロンドンほかの自由市は、交易の自由を持ち、関税を自ら決められる。（第13条）
- 必要な場合は、国王が議会を召集しなければならない。（第14条）
- 自由なイングランドの民は、国法か裁判によらなければ自由や生命、財産を侵されない。（第38条）

イギリスの現行法令集（Halsbury's Statutes、ハルズベリー法典）に載っている条文は、1225年のヘンリー3世の時代に作られた新しいマグナ・カルタを、1297年にエドワード1世が確認したものである。前文と4か条が廃止されずに残っている。
- 前文　国王エドワードによるマグナ・カルタの確認
- 第1条　教会の自由
- 第9条（1215年の原マグナ・カルタの13条に相当）　ロンドン市等の都市・港の自由
- 第29条（原39条および40条）　国法によらなければ逮捕・拘禁されたり、財産を奪われない（デュー・プロセス、適正手続)
- 第37条（1225年のマグナ・カルタの37条および38条に相当）　盾金(軍役代納金)、自由と慣習の確認、聖職者および貴族の署名

## 現代
2015年、女王臨席のマグナ・カルタ成立800年記念のイベントでデイビッド・キャメロン首相は、現在のイギリスでは人権の価値が損なわれてる状態にあるとし、ザ・サン紙に欧州人権条約の規定に従う1998年人権法を新しいイギリスの権利章典に取り替えるべきだと主張した。
2025年5月、ハーバード大学ロースクールが1946年に27ドル50セントで購入したマグナ・カルタの「写本」が、極めて希少な原本であることが分かった。1300年にエドワード1世の治世下で作成されたマグナ・カルタの一つだと考えられている（現存するものは7部だとされる）。